# Hoppenstedt Firmengruppe

Der frühere Unternehmenssitz von Hoppenstedt im Jahr 2006. Dieser wird derzeit zu einem Studentenwohnheim umgebaut.

Die Hoppenstedt Firmengruppe war ein deutscher Informationsdienstleister. Sie bestand zuletzt aus drei Schwesterunternehmen: Die Hoppenstedt Firmeninformationen GmbH verkaufte Firmeninformationen und Geschäftsadressen für Vertrieb und Marketing; die Hoppenstedt Kreditinformationen GmbH und die Hoppenstedt360 GmbH war Anbieter von Kredit- und Risikoanalysen unter den Marken Hoppenstedt CreditCheck und Hoppenstedt360. Die Unternehmen hatten ihren Sitz in Darmstadt und gehörten zum europäischen Wirtschaftsinformationsunternehmen Bisnode. Zum Juni 2013 firmierten die Firmen unter das Dach der Bisnode Deutschland GmbH um, auch die Marken Hoppenstedt und D&B wurden weitgehend durch die Marke Bisnode ersetzt.
Das Unternehmen wurde zunächst als Buchverlag gegründet und wandelte sich als Hoppenstedt-Gruppe zu einem Informationsdienstleister im Business-to-Business-Bereich mit dem Schwerpunkt auf elektronischen Medien. Zentrum der Unternehmensinformationen war die „Hoppenstedt Firmendatenbank“, die Unternehmensprofile zu 300.000 Unternehmen in Deutschland und deren rund 1 Million Ansprechpartnern in der ersten und zweiten Managementebene beinhaltete.

## Geschichte
1926 wurde das Unternehmen von Roland Hoppenstedt sen. und Hans Hoppenstedt als R. & H. Hoppenstedt Verlagsanstalt in Berlin gegründet. 1935 erfolgte eine Umfirmierung in Hoppenstedt & Co. und 1941 in Das Spezial-Archiv der Deutschen Wirtschaft Verlag Hoppenstedt & Co. Das Berliner Verlagsgebäude wurde im Zweiten Weltkrieg zerstört und der Verlag zog 1946 nach Heppenheim an der Bergstraße um. Ab 1953 wurde die Unternehmung von Darmstadt aus geführt und gab neben anderen finanzwirtschaftlichen und firmenkundlichen Auskunftswerken das Adressbuch Leitende Männer der Wirtschaft heraus, das 1979 in Leitende Männer und Frauen der Wirtschaft umbenannt wurde. 1970 firmierte sich das Unternehmen zu Verlag Hoppenstedt & Co. um und 1994 wurde die Verlag Hoppenstedt GmbH gebildet.
Die Teilunternehmen der Hoppenstedt Holding gehörten seit dem 1. Januar 2000 zum schwedischen Medienkonzern Bonnier. Dort waren sie in die „Bonnier Business Information AB“ eingegliedert. Im Jahr 2004 wurde die D&B Deutschland GmbH in die Gruppe integriert. Seit Mai 2006 ist die Gruppe Teil der schwedischen Bisnode AB mit Sitz in Stockholm. Bisnode wird zu 70 % von Ratos und zu 30 % von der Bonnier-Gruppe gehalten. Seit dem 1. Juli 2007 verfügt die Gruppe zudem über die Lizenzrechte am „ABC der deutschen Wirtschaft“, das jedoch 2012 wieder verkauft wurde. Im Dezember 2007 kaufte die Gruppe die Namens- und Verlagsrechte des Dressler Verlages aus Heidelberg mit den Fachzeitschriften CAD-CAM-Report und eDM-Report. Ende 2008 erwarb der Bisnode-Konzern auch „Wer liefert was?“ in Hamburg, das im Jahr 2012 wieder verkauft wurde. Im Frühjahr firmierte die deutsche Holding Gesellschaft von der Hoppenstedt Holding GmbH zur Bisnode Deutschland Holding GmbH um. Im November 2009 übernahm Hoppenstedt Firmeninformationen das Marktforschungs- und Analyseunternehmen RAAD Research, dass sich auf den geschäftlichen IT-Markt spezialisiert hat. Dieser Geschäftsbereich wurde jedoch Ende 2012 wieder geschlossen. Im April 2010 wurde mit Hoppenstedt360 ein weiteres Angebot im Bereich B2B-Bonitätsauskünfte gestartet. Im Jahr 2012 wurde die Fachzeitschriftensparte Hoppenstedt Publishing GmbH an die WEKA Holding verkauft. Zur weiteren Geschichte siehe Bisnode.

## Produkte
- Unternehmensdatenbank
- Verkauf von Geschäftsadressen
- Bilanz- und Konzernstruktur-Datenbank
- Produktinformationen (SEiBT, Wer baut Maschinen)
- Bonitätsauskünfte/Kreditinformationen
- Marktforschung und Analysen
- Handbuch der deutschen Aktiengesellschaften
- Hoppenstedt Aktienführer[8]